# Garaši
Garaši (en serbe cyrillique : Гараши) est un village de Serbie situé dans la municipalité d’Aranđelovac, district de Šumadija. Au recensement de 2011, il comptait 481 habitants.
Le village est célèbre pour avoir donné naissance à Ilija Garašanin, un des hommes politiques les plus importants de Serbie au XIXe siècle.

## Démographie

### Évolution historique de la population
| 1948  | 1953  | 1961  | 1971 | 1981 | 1991 | 2002 | 2011 |
| ----- | ----- | ----- | ---- | ---- | ---- | ---- | ---- |
| 1 254 | 1 290 | 1 221 | 990  | 825  | 685  | 605  | 481  |

|  |